# Хокси (Арканзас)
Хокси (енгл. Hoxie) град је у америчкој савезној држави Арканзас.

## Демографија
По попису из 2010. године број становника је 2.780, што је 37 (-1,3%) становника мање него 2000. године.
| Група             | 2000.         | 2010.         |
| Белци             | 2.734 (97,1%) | 2.644 (95,1%) |
| Афроамериканци    | 13 (0,5%)     | 25 (0,9%)     |
| Азијати           | 0 (0,0%)      | 1 (0,0%)      |
| Хиспаноамериканци | 42 (1,5%)     | 42 (1,5%)     |
| Укупно            | 2.817         | 2.780         |